# Chengamanad
Chengamanad es una ciudad censal situada en el distrito de Ernakulam en el estado de Kerala (India). Su población es de 29576 habitantes (2011). Se encuentra a 28 km de Cochín y a 49 km de Thrissur.

## Demografía
Según el censo de 2011 la población de Chengamanad era de 29576 habitantes, de los cuales 14475 eran hombres y 15101 eran mujeres. Chengamanad tiene una tasa media de alfabetización del 94,33%, superior a la media estatal del 94%: la alfabetización masculina es del 96,61%, y la alfabetización femenina del 92,17%.